# Crióforo

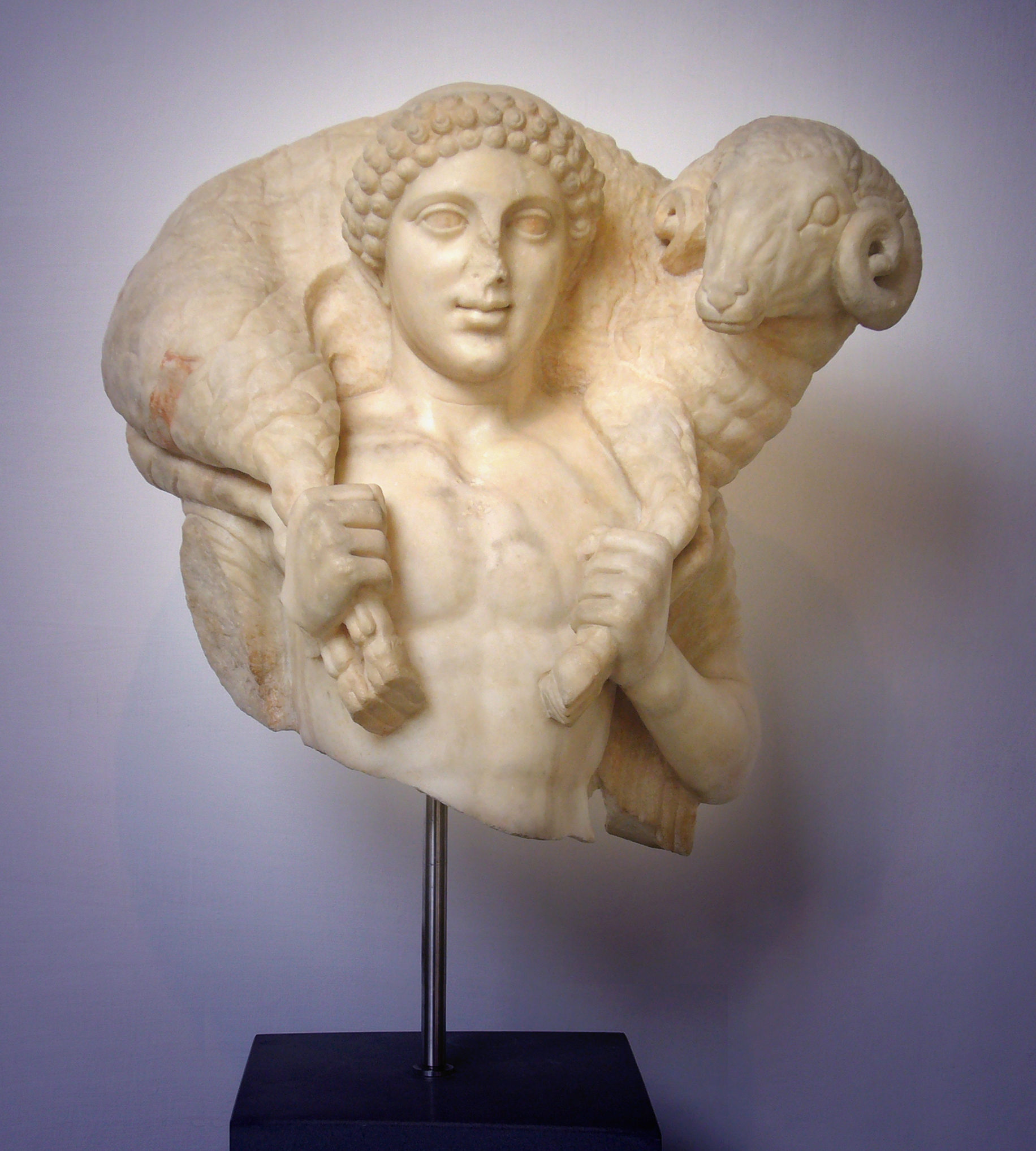
Estatua romana de Hermes Crióforo, posible copia de un original griego del
Museo Barracco de Escultura Antigua, en Roma.

En la cultura de la Grecia Antigua, Crióforo es una representación iconográfica de Hermes que conmemora el solemne sacrificio de un carnero, por lo que uno de los epítotos del dios es Hermes Crióforo.
En griego se escribe κριοφόρος [kriofóros], cuyo significado es ‘portador del carnero’:
- kriós: ‘carnero’
- fóros: ‘portador’.

El geógrafo griego Pausanias (110-180) menciona la advocación de Hermes Crióforo en la ciudad de Tanagra (a 20 km al sureste de Tebas) así como una estatua de la divinidad llevando un carnero sobre los hombros, obra de Cálamis. El geógrafo explica que la tradición decía que Hermes había librado a la ciudad de una peste al rodear las murallas de la ciudad llevando un carnero sobre los hombros. Además, se celebraba una festividad en honor a Hermes en la que el efebo más hermoso rodeaba la ciudad llevando un carnero sobre los hombros. Por otro lado, también menciona otra estatua de Hermes Crióforo en un bosque llamado Carnasio, en la provincia de Mesenia (en la península griega de Peloponeso).